# Cassiopeia (mãe de Andrómeda)
Cassiopeia (em grego clássico: Κασσιόπεια, "Κασσιέπεια", "Κασσώπη" ou "Κασσιόπη), na mitologia grega, era casada com Cefeu, rei da Etiópia, e mãe da princesa Andrômeda.
Cassiopeia era vaidosa e arrogante, chegando a proclamar-se mais bela e melhor que as nereidas (uma outra versão contava que o elogio teria sido dirigido à sua filha, Andrômeda). Sendo a esposa de Poseidon, Anfitrite, uma das Nereidas, sentiu-se ofendida e pediu ao deus dos mares que castigasse a rainha pela sua ousadia. Poseidon enviou então um monstro marinho para destruir o reino de Cefeu. O oráculo de Ammon anunciou ao rei que o monstro só seria aplacado se oferecessem Andrômeda como sacrifício, pelo que a princesa foi acorrentada a um rochedo, mas Perseu viu-a e apaixonou-se por ela. Perseu disse que mataria o monstro e a libertaria, se ela fosse dada em casamento; mas durante o casamento, por Andrômeda ter sido prometida a seu tio Fineu, este tramou contra Perseu, e foi transformado em pedra, junto de seus companheiros, pela visão da cabeça da Medusa.
Para não escapar ilesa da punição, Cassiopeia foi transformada na constelação que leva o seu nome de forma a passar a maior parte do tempo virada de cabeça para baixo.
De acordo com João Tzetzes e Eurípedes, a história de Andrômeda ocorreu em Jope, e na época de Flávio Josefo, havia em Jope restos das correntes que prenderam a princesa.
Os pais de Cassiopeia não são citados nos textos antigos,[carece de fontes?] mas Adolf Bastian conjecturou que Cassiopeia seria filha de Fênix, filho de Agenor e de Cassiopeia, filha de Árabo. Fineu, tio e noivo de Andrômeda, que Pseudo-Apolodoro indica como irmão de Cefeu, seria outro filho de Fênix e Cassiopeia, a filha de Árabo. Outros filhos deste casamento seriam Cílix e Doriclus, além de Atymnius, cujo pai era, na verdade, Zeus.
Luís de Camões refere-se a ela nos Lusíadas (X, 88), com o verso "Vê de Cassiopeia a fermosura".